# 아메리칸 인터내셔널 픽처스
아메리칸 인터내셔널 픽처스(American International Pictures, AIP 또는 American International Productions)는 아마존 MGM 스튜디오가 소유한 미국 영화 스튜디오이다. 원래 운영 기간 동안 AIP는 1979년 필름웨이스(Filmways)에 인수된 지 1년 후인 1955년부터 1980년까지 영화를 제작 및 개봉한 것으로 알려진 독립 영화 제작 및 배급 회사였다.
1954년 4월 2일 전 리얼아트 픽처스(Realart Pictures Inc.) 판매 관리자 제임스 H. 니콜슨(James H. Nicholson)과 엔터테인먼트 변호사 새뮤얼 Z. 아코프(Samuel Z. Arkoff)에 의해 아메리칸 릴리싱 코퍼레이션(American Releasing Corporation, ARC)으로 설립되었으며, 그들의 첫 개봉작은 1953년 영국 다큐멘터리 영화 "Operation Malaya"였다. 주로 1950년대, 1960년대, 1970년대 청소년들의 관심을 끌었던 저예산 영화를 이중 장편으로 패키지화하여 개봉하는 데 전념했다.
회사는 결국 오리온 영화사의 일부가 되었고, 이는 다시 MGM의 사업부가 되었다. 원래 폐쇄 후 40년이 지난 2020년 10월 7일, MGM은 디지털 및 극장 개봉을 위해 인수한 영화의 레이블로 AIP를 부활시켰으며, MGM은 스트리밍 플랫폼 전반을 감독하고 유나이티드 아티스츠 릴리싱(United Artists Releasing)은 아마존 MGM 스튜디오(Amazon MGM Studios)가 종료되는 2023년까지 북미에서 극장 배급을 맡았다.

## 영화
- 100만개의 눈을 가진 괴물
- 거인 전쟁
- 버켓 오브 블러드
- 어셔가
- 서커스 오브 호러
- 인도의 무덤
- 사탄의 가면
- 함정과 진자 (1961년 영화)
- 지킬 박사의 두 얼굴
- 중단된 매장
- 테러 이야기
- 까마귀 (1963년 영화)
- 테러 (1963년 영화)
- 유령 출몰지
- X-레이 눈을 가진 사나이
- 블랙 사바스 (영화)
- 지상 최후의 사나이
- 너무 많은 것을 안 여자
- 죽음의 가면
- 모스라 대 고지라
- 쉘부르의 우산
- 리게아의 무덤
- 해저군함
- 전당포 (1964년 영화)
- 프랑켄슈타인 대 바라곤
- 타이거 릴리
- 와일드 엔젤 (영화)
- 환각특급
- 장화 신은 고양이 (1969년 영화)
- 고질라 10
- 죽음의 영혼
- 기관총 엄마
- 뱀파이어 연인
- 복수의 화신 닥터 파이브스
- 루 모귀의 살인자 (1971년 영화)
- 펀 앤 게임즈
- 고지라 대 헤도라
- 블러드 베이
- 바바라 허시의 공황 시대
- 브라큐라
- 시스터스 (1973년 영화)
- 코피 (영화)
- 딜린저 (1973년 영화)
- 폭시 브라운 (영화)
- 트럭 스톱 우먼
- 애꾸라 불린 여자
- 왓 해브 유 돈 투 솔란지?
- 망각의 땅
- 바비 조 앤 더 아웃로
- 미래세계의 음모
- 어쌔시네이션 인 사라예보
- 닥터 모로의 DNA (1977년 영화)
- 리틀 걸 (1976년 영화)
- 롤링 썬더 (영화)
- 나바론 요새 2
- 아미티빌의 저주
- 지구의 대참사
- 매드 맥스
- 드레스드 투 킬 (영화)
- 미나마타 (영화)